# Рат четворног савеза
Рат четворног савеза вођен је у периоду од 1718. до 1720. године између Шпаније са једне и Велике Британије, Француске, Светог римског царства и Низоземске са друге стране. У рат се накнадно укључила и Савоја, као и неки други политички чиниоци. Завршен је победом савезника и Хашким миром.

## Рат
Четворни савез образовале су 1718. године Француска, Велика Британија, Холандија и Аустрија, склапањм Лондонског уговора. Савез је био уперен против Шпаније која је покушала да поврати некадашње италијанске поседе, нарочито Сардинију и Сицилију, изгубљене Утрехтским (1713) и Раштатским (1714) мировним споразумима којима је окончан Рат за шпанско наслеђе.
Чланице Четворног савеза однеле су значајне победе над Шпанијом. Британска флота је 11. августа 1718. године код рта Пасера на југоисточном делу Сицилије уништила шпанску флоту. Шпанску десантну флоту која је кренула у Шкотску да тамо подржи устанак, разбила је олуја од 28. фебруара 1719. године у близини рта Финистере. Французи су у Флориди заузели Пенсекоулу, а у децембру 1719. године упали у Шпанију уз помоћ британске флоте. Мир је потписан у Хагу јануара 1720. године. Потврђено је раније територијално стање са мањим изменама. Аустрија је добила Сицилију за Сардинију коју је уступила Савоји (Пијемонту), чије се војводе од тада називају краљеви Сардиније.